# Списак Тојотиних возила
Тојотина возила, прошла и садашња, која се продају под брендом Тојота.

### Садашња и прошла производња возила
- Toyota 2000GT
- Toyota 4Runner (такође Toyota Hilux Surf)
- Toyota Allex
- Toyota Allion
- Toyota Alphard
- Toyota Altezza (такође продаван као Lexus IS)
- Toyota Aristo (такође продаван као Lexus GS)
- Toyota Avalon (претходно продаван у Јапану као Toyota Pronard)
- Toyota Avanza
- Toyota Avensis
- Toyota Auris (od 2007 model umesto Corolla Hatchback)
- Toyota Aygo (заједно направљен са ПСА Групом)
- Toyota bB (продаван као Scion xB)
- Toyota Brevis
- Toyota Caldina
- Toyota Cami
- Toyota Camry
- Toyota Camry Solara
- Toyota Carina
- Toyota Cavalier (Chevrolet Cavalier за јапанско тржиште)
- Toyota Celica
- Toyota Celsior (такође продаван као Lexus LS)
- Toyota Century
- Toyota Chaser
- Toyota C-HR
- Toyota Classic
- Toyota Coaster
- Toyota Comfort
- Toyota Corsa
- Toyota Corolla/Sprinter
- Toyota Corona (продаван у Европи и неким другим регионима после 1983. као Carina II и Carina E после 1992)
- Toyota Mark II
- Toyota Cressida/Cresta/Chaser/Mark II
- Toyota Cresta
- Toyota Crown
- Toyota Cynos
- Toyota Dyna
- Toyota Echo
- Toyota Estima/Estima Lucida/Estima Enima (продаван на неким тржиштима као Toyota Previa)
- Toyota FJ40
- Toyota FJ45
- Toyota FJ55
- Toyota FJ60
- Toyota FJ62
- Toyota FJ Cruiser
- Toyota Fortuner
- Toyota Fun Cargo
- Toyota Granvia
- Toyota Harrier (такође продаван као Lexus RX)
- Toyota Hi-Lux
- Toyota HiClass
- Toyota Hiace
- Toyota Innova/Kijang Innova
- Toyota Ipsum
- Toyota Isis
- Toyota ist (такође продаван као Scion xA)
- Toyota Kijang / Tamaraw Revo
- Toyota Kluger/Highlander
- Toyota Land Cruiser
- Toyota Lexcen (преуређен као Holden Commodore у Аустралији)
- Toyota LiteAce
- Toyota Majesta
- Toyota Mark X
- Toyota Matrix
- Toyota MiniAce
- Toyota MR2/MR-S
- Toyota Noah
- Toyota Opa
- Toyota Origin
- Toyota Paseo
- Toyota Passo
- Toyota Pickup
- Toyota Porte
- Toyota Premio
- Toyota Previa (продаван на неким тржиштима као Toyota Estima)
- Toyota Prius
- Toyota Probox
- Toyota Progres
- Toyota Publica
- Toyota Raum
- Toyota RAV4 и Toyota RAV4 EV
- Toyota Regius
- Toyota Sera
- Toyota Sequoia
- Toyota Sienna
- Toyota Sienta
- Toyota Soarer (такође продаван као Lexus SC)
- Toyota Sprinter Trueno
- Toyota Starlet
- Toyota Stout
- Toyota Succeed
- Toyota Supra/Celica Supra
- Toyota Surf
- Toyota T100
- Toyota Tacoma
- Toyota Tercel/Corsa/Corolla II
- Toyota TownAce
- Toyota ToyoAce
- Toyota Tundra
- Toyota Van
- Toyota Verossa
- Toyota Vios (продаван на Тајланду као Toyota Soluna Vios)
- Toyota Vista
- Toyota Vitz/Platz/Yaris/Echo
- Toyota Voltz (такође продаван као Pontiac Vibe)
- Toyota Voxy
- Toyota WiLL
- Toyota Windom (такође продаван као Lexus ES)
- Toyota WISH

### Концепти
Следи делимичан списак је концептуалних аутомобила које је Тојота развила.
- Toyota Fine N
- Toyota FT-SX
- Toyota FTX
- Toyota i-unit
- Toyota S-800